# Clan di Mangialupi
Il clan di Mangialupi è un clan mafioso originario del quartiere "Mangialupi" della zona sud di Messina. È considerato uno dei più potenti clan mafiosi della Sicilia e della città metropolitana di Messina. Tale sodalizio conduce varie attività illecite, tra cui: estorsioni, produzione e spaccio di stupefacenti e traffico di armi.

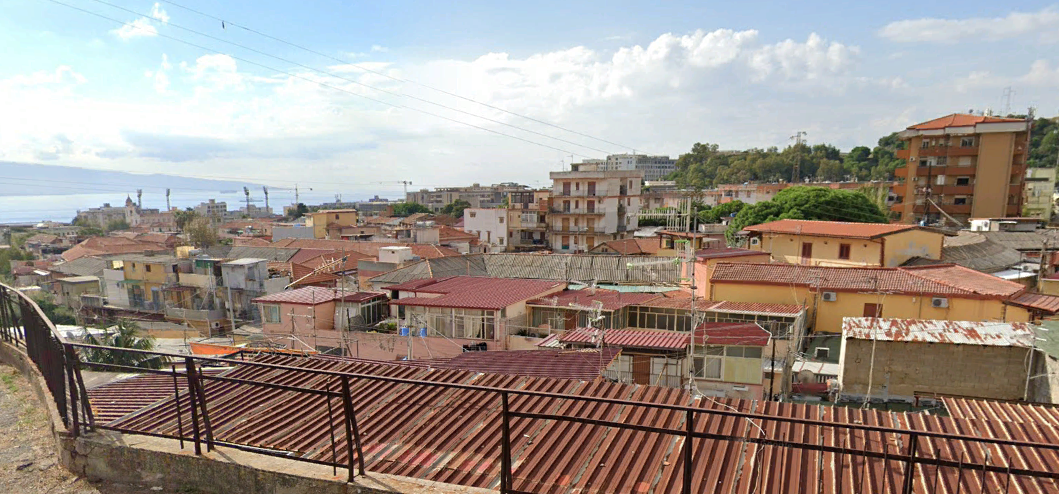
Il quartiere Mangialupi di Messina

## Storia
L'organizzazione criminale in questione ha base nel quartiere siciliano di Mangialupi, facente parte del grande rione Gazzi, in piena zona sud della città di Messina, a pochi chilometri dal centro cittadino. Il quartiere era inizialmente un piccolo centro agricolo, ma nel post terremoto, soprattutto dopo i pesanti bombardamenti della seconda guerra mondiale e con la fine dell'attività agricola, furono edificati numerosi baraccamenti, rendendo il territorio una vera e propria "baraccopoli". Il clan è stato reso famoso da numerose operazioni volte a impedire il traffico di stupefacenti e soprattutto il traffico di armi, poiché è stato designato come possibile detentore di arsenali della 'Ndrangheta, visti anche gli stretti rapporti intrattenuti con le cosche della Calabria ionica. Nel 2013, nel rione Mangialupi, sono stati scoperti diversi arsenali, all'interno di essi: una mitraglietta Uzi con la canna filettata per il montaggio del silenziatore, pistole semiautomatiche Beretta, pistole Revolver, un fucile semiautomatico Breda calibro 12, vari chilogrammi di polvere da sparo, migliaia di cartucce, diversi chilogrammi di esplosivo (tritolo) e persino una penna-pistola artigianale, completamente operativa. Il clan di Mangialupi intrattiene rapporti non solo con la 'Ndrangheta ma anche con cosa nostra catanese, palermitana e gelese. 

## Voci correlate

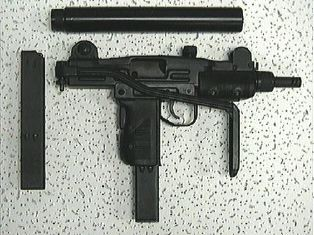
Mitraglietta Uzi e rispettivo silenziatore simile a quella rinvenuta nell'arsenale di Mangialupi